# Tramvajová doprava v Bydhošti
V Bydhošti je v provozu síť městských tramvají o rozchodu 1000 mm.

## Historie
18. května 1888 vyjely do ulic Bydhoště první vozy koňky. 3. července 1896 je následovaly první vozy elektrické. Bydhošťský provoz přečkal bez větších škod obě světové války i vlnu rušení tramvajových provozů v šedesátých letech a roku 1965 vyzískal dokonce 8 vozů ze zrušeného provozu v Olsztyně. Horší to bylo po roce 1989, tratě nebyly udržované, některé úseky zrušeny. V současnosti v Bydhošti jezdí nízkopodlažní tramvaje Pesa 122N, Pesa 121Na a Pesa 122Na.

## Vozidla
Stav k 17. dubnu 2021.
| Snímek      | Typ           | V Bydhošti od      | Počet |
| ----------- | ------------- | ------------------ | ----- |
|             | Konstal 805Na | 1980               | 98    |
|             | Konstal 805Nm | 2003 (modernizace) | 2     |
|             | Pesa 122N     | 2008               | 2     |
|             | Pesa 122NaB   | 2015               | 27    |
| Pesa 121NaB | 2017          | 6                  |       |